# Бианки, Валентин Львович
Валентин Львович Бианки (18 февраля (2 марта) 1857 года — 10 января 1920) — русский зоолог, отец Виталия Бианки.

## Биография
Родился 18 февраля (2 марта) 1857 в Москве, учился в гимназии Гуревича (1868—1878) и в Медико-хирургической академии, преобразованной в 1881 году в Военно-медицинскую — из неё выпущен лекарем в 1883 году. В 1883—1885 годах состоял ординатором при клинике внутренних болезней профессора Кошлакова и дежурным врачом в Мариинском родовспомогательном приюте. В январе 1885 года занял место земского врача в Старицком уезде Тверской губернии, которое оставил в сентябре того же года, чтобы по предложению профессора Эдуарда Брандта поступить в ассистенты при кафедре зоологии и сравнительной анатомии в Медицинской академии. В апреле 1887 года занял место учёного хранителя в энтомологическом отделении Зоологического музея. Бианки занимался преимущественно бабочками и жуками, а из позвоночных — специальной систематикой и биологией птиц. В 1896 году избран физико-математическим отделением Академии наук на должность старшего зоолога; с этого момента до своей смерти руководил орнитологическим отделением Зоологического музея Академии наук.
В 1900 году избран учёным секретарём Русской полярной экспедиции; в 1908 году, по приглашению Петра Шмидта, в составе зоологического отдела экспедиции Фёдора Рябушинского прибыл на Камчатку.
В 1911 году награждён Малой золотой медалью Русского Географического общества.
В 1918 году поочерёдно с другими зоологами исполнял обязанности директора и председателя Совета Зоологического музея Академии Наук.
Будучи истощен и не имея возможности получить медицинскую помощь, скончался от воспаления лёгких 10 января 1920 года в Петрограде. Похоронен на Шуваловском кладбище.

## Память
- В честь учёного в 1907 году Эрнстом Хартертом назван вид птиц семейства Phylloscopidae — Seicercus valentini[англ.].
- В честь В. Л. Бианки назван остров Бианки (Карское море, архипелаг Норденшельда, острова Восточные, остров открыт и нанесён на карту в 1901 году участниками Русской полярной экспедиции, тогда же назван по фамилии секретаря комиссии Академии наук по снаряжению экспедиции зоолога В. Л. Бианки)[4].
- В честь учёного была названа улица в городе Московском Новомосковского административного округа Москвы.

## Семья
- Жена — Клара Андреевна (урождённая Клара Эмма Матильда Бланк[5], ?—1915[6])
  - Дочь — Софья (1881—1889)[7]
  - Сын — Лев (1884—1936[8]), энтомолог и филолог[9][10].
  - Сын — Валентин (1887—1892)[5][7]
  - Сын — Анатолий (20 декабря 1891/1 января 1892—1972[8]), метеоролог, сотрудник Главной Геофизической лаборатории, женат на Екатерине Ивановне Фёдоровой[9]
  - Сын — Виталий (1894—1959), детский писатель, натуралист[9]

## Публикации
Бианки напечатал следующие работы:
- К фауне Rhopalocera Тверской губернии: Читано в заседании Физ.-мат. отд. 22 апр. 1892 г. — Санкт-Петербург: тип. Имп. Акад. наук, 1892. — [2], 17 с.
- «Описание гнезда и яиц Acrocephalus dumetorum Blyth.» (без особого заглавия, in extenso приведено у Бихнера в «Птицы СПб. губернии», «Труды СПб. общ. естествоисп.», т. XIV, р. 612—614, 1864) и в «Beitr. z. Kenntn. d. Russ. Reiches» (31 IV, p. 20—22, 1887);
- «Über einen neuen Würger aus des Gattung Otomela» (Otomela Bogdanow, в «Bull. Acad. Imp. Sc. St.-Petersb.», XXX, p. 514—519, 1886 и «Mel. biol.» XII, p. 581—588, 1886);
- «Zur Ornis der westlichen Ausläufer des Pamir und des Altai» («Bull. Acad. Imp. Sc. St.-Petersb.» XXXI, p. 337—396 и «Mel. biol.» XII, 599—683, 1886);
- «Biologische Notizen über die im Sommer 1885 bei Uschaki (guwernenant Nowgorod) beobachteten Vögel» («Beitr. z. Kenntn. d. Russ. Reichs», 31. IV p. 189—275, 1888);
- Птицы Ганьсуйского путешествия Г. Н. Потанина 1884—1887: Материалы по орнитологии Китая, главным образом юж. части провинции Гань-Су / [Соч.] М. Березовского, чл. сотруд. Имп. Рус. геогр. о-ва и В. Бианки, учён. хранитель Зоол. музея Имп. Акад. наук и ассист. Имп. Воен.-мед. акад. — Санкт-Петербург: тип. Имп. Акад. наук, 1891. — [2], XL, 155, [7] с., 3 л. цв. ил.: ил.
- «Матерьялы по орнитологии Китая, главным образом, южной части провинции Гань-су» (СПб., 1891, совместно с чл. сотр. Русск. геогр. общ. М. М. Березовским).
- О двух новых для русской фауны видах птиц. — Санкт-Петербург: тип. Имп. Акад. наук, 1896. — 12 с.
- К диагностике палеарктических видов рода Carpodacus, Kaup. — Санкт-Петербург: тип. Имп. Акад. наук, 1897. — 24 с.
- Обзор видов рода Tetraogallus, Grau. —Санкт-Петербург: тип. Имп. Акад. наук, 1898. — 14 с.
- К орнитофауне Манджурии. — Санкт-Петербург: Тип. Императорской Академии Наук, 1902. — 3 с.
- Материалы для орнитофауны Акмолинской области: [Представлено 20 окт. 1901 г.]. — Санкт-Петербург тип. Имп. Акад. наук, 1902. — 22 с.
- Обзор видов рода Acredula Koch: (Представлено 27 февр. 1902 г.). — [Санкт-Петербург]: тип. Имп. Акад. наук, 1902. — 6 с.
- Орнитологические материалы Экспедиции для научно-промыслового исследования Мурмана. 1899—1901. — Санкт-Петербург: тип. Имп. Акад. наук, 1902. — 12 с.
- Новые и редкие птицы С.-Петербургской губернии. — [Санкт-Петербург]: тип. Имп. Акад. наук, 1903. — 8 с.
- Обзор форм рода Ithaginis, Wagler. (Fam. Phasianidae, Galliformes): (Представлено 23 окт. 1902 г.). — [Санкт-Петербург: тип. Имп. Акад. наук, 1903. — 10 с.
- Обзор форм семейства завирушек. Accentoridae, ord. Passeriformes. — Санкт-Петербург: тип. Имп. Акад. наук, 1904. — 49 с.
- Обзор форм рода Ammomanes Cab., сем. Alaudidae: [Доложено в заседании Физ.-мат. отд. 19 янв. 1905 г.]. -— Санкт-Петербург: тип. Имп. Акад. наук, 1905. — 16 с.
- Материалы для авифауны восточной Монголии и северо-восточного Тибета по данным Монголо-Сычуаньской экспедиции 1907—1909 гг. под начальством П. К. Козлова: [(Представл. 26 марта 1914 г.)]. — Петроград: тип. Имп. Акад. наук, 1915. — 102 с.
- Предварительные заметки о летучих мышах (Chiroptera) России. — [Санкт-Петербург]: тип. Акад. наук, 1917. — 10 с.
- К авифауне Земли Франца Иосифа. — [Петроград]: [б. и.], 1918. — [2] с.
- Дрозды (Jurdinae) путешествий Миддендорфа, Радде, Шренка и Маака. — [Петроград: [б. и.], 1922]. — [11] с.

### Переводы
- Путешествие по Северовосточной части Якутской области в 1868—1870 годах: Чит. в заседании Физ.-мат. отд-ния 27 марта 1891 г. Т. [1]—2: Пер. с нем. по поруч. Акад. наук В. Л. Бианки, учен. хранитель Зоол. музея / [Соч.] бар. Гаргардта Майделя. — Санкт-Петербург: тип. Имп. Акад. наук, 1894—1896. — 2 т.
- Географическое распределение животных в холодном и умеренном поясах северного полушария / Д-р В. Кобельт; Пер. с нем. [и предисл.] В. Л. Бианки, ст. зоолога Зоол. музея Имп. Акад. наук. — Санкт-Петербург: А. Ф. Девриен, 1903. — XVI, [2], 644 с., 14 л. ил., карт.: ил.
- Перелёт птиц / Г. Дункер; Пер. с нем. В. Бианки. — Санкт-Петербург: Брокгауз-Ефрон, 1910. — 102 с., 1 л. карт. ил. — (Дешёвая библиотека естествознания; № 1).